# Łyki (wieś)
Łyki (bułg. Лъки) – wieś w Bułgarii, w obwodzie Błagojewgrad, w gminie Chadżidimowo. Według danych szacunkowych Ujednoliconego Systemu Ewidencji Ludności oraz Usług Administracyjnych dla Ludności, 15 czerwca 2020 roku miejscowość liczyła 58 mieszkańców.

## Osoby związane z miejscowością

### Urodzeni
- Iwan Bogatinow (1814–1891) – bułgarski rewolucjonista
- Georgi Japow (1865–1905) – bułgarski rewolucjonista
- Georgi Popgeorgiew (1888–1925) – bułgarski rewolucjonista

### Zmarli
- Wangeł Japow (?–1891) – bułgarski hajduk